# Еритреја на Светском првенству у атлетици на отвореном 2013.
Еритреја је учествовала на 14. Светском првенству у атлетици на отвореном 2013. одржаном у Москви од 10. до 18. августа девети пут. Еритреја је пријавила 10 учесника (9 мушкараца и 1 жена) који су требало да се такмиче у две тркачке дисциплине. Међутим један такмичар у маратону није био у стартној листи тако да је ову репрезентацију представљало 9 такмичара (8 мушкараца и 1 жена),
На овом првенству Еритреја није освојила ниједну медаљу, али су постигнута три лична рекорда сезоне. У табели успешности (према броју и пласману такмичара који су учествовали у финалним такмичењима (првих 8 такмичара)) Еритреја је делила 57. место са 1 бодом са једним учесником у финалу.
| Плас. | Земља    | 1. место | 2. место | 3. место | 4. место | 5. место | 6. место | 7. место | 8. место | Бр. финал. | Бод. |
| ----- | -------- | -------- | -------- | -------- | -------- | -------- | -------- | -------- | -------- | ---------- | ---- |
| =57.  | Еритреја | 0        | 0        | 0        | 0        | 0        | 0        | 0        | 1        | 1          | 1    |

## Учесници
| Мушкарци: - Nguse Amsolom — 10.000 м - Goitom Kifle — 10.000 м - Теклемариам Медин — 10.000 м - Beraki Beyene — Маратон - Samuel Tsegay — Маратон - Kiflom Sium — Маратон - Јаред Асмером — Маратон - Јонас Кифле — Маратон | Жене: - Небиат Хабтемариам — Маратон |  |

## Резултати

### Мушкарци
| Атлетичар         | Дисциплина | Лични рекорд | Финале             | Финале             | Детаљи |
| Атлетичар         | Дисциплина | Лични рекорд | Резултат           | Место              | Детаљи |
| ----------------- | ---------- | ------------ | ------------------ | ------------------ | ------ |
| Nguse Amsolom     | 10.000 м   | 27:28,10     | 27:29,21 ЛРС       | 8 / 25 (35)        |        |
| Goitom Kifle      | 10.000 м   | 27:32,00     | 27:56,38           | 17 / 25 (35)       |        |
| Теклемариам Медин | 10.000 м   | 27:16,69     | Није завршио трку  | Није завршио трку  |        |
| Beraki Beyene     | Маратон    | 2:09:01      | 2:13:40 ЛРС        | 11 / 50 (70)       |        |
| Samuel Tsegay     | Маратон    | 2:07:28      | 2:14:41 ЛРС        | 16 / 50 (70)       |        |
| Kiflom Sium       | Маратон    | 2:11:09      | 2:20:01            | 31 / 50 (70)       |        |
| Јаред Асмером     | Маратон    | 2:07:27 НР   | Нису завршили трку | Нису завршили трку |        |
| Јонас Кифле       | Маратон    | 2:07:34      | Нису завршили трку | Нису завршили трку |        |

### Жене
| Атлетичарка        | Дисциплина | Лични рекорд | Финале                          | Финале                          | Детаљи |
| Атлетичарка        | Дисциплина | Лични рекорд | Резултат                        | Место                           | Детаљи |
| ------------------ | ---------- | ------------ | ------------------------------- | ------------------------------- | ------ |
| Небиат Хабтемариам | Маратон    | 2:32:04 НР   | Дисквалификована по чл.240.8(г) | Дисквалификована по чл.240.8(г) |        |